# Sjien
De sjien of sien is de eenentwintigste letter uit het Hebreeuws alfabet. De letter wordt uitgesproken als een sj-klank of s-klank. Een bekend voorbeeld van een Hebreeuws woord dat begint met een sjien is sjalom: שלום (Hebreeuws wordt van rechts naar links geschreven).
De letters van het Hebreeuws alfabet worden ook gebruikt als Hebreeuwse cijfers. De sjien staat voor het getal driehonderd.
In het jodendom heeft de letter sjien een speciale betekenis. Bij het gebed wordt een gebedsriem (tefilin) zeven maal om de arm geslagen zodat de riem de letter sjien vormt, wat verwijst naar de almachtigheid of sjaddaj van God. Ook het belangrijkste joodse gebed, het sjema, begint met de letter sjien.
De Israëlische veiligheidsdienst wordt nog vaak Sjien Beet genoemd, een acroniem van de oude naam Sjeroet bitachon wat veiligheidsdienst betekent. De tegenwoordige naam is Sjeroet bitachon klali, afgekort tot Sjabak.
א · ב · ג · ד · ה · ו · ז · ח · ט · י · כ · (ך) · ל · מ · (ם) · נ · (ן) · ס · ע · פ · (ף) · צ · (ץ) · ק · ר · ש · ת 

alef · beet · gimel · dalet · hee · waw · zajien · chet · tet · jod · kaf · -sofiet · lamed · mem · -sofiet · noen · -sofiet · samech · ajien · pee · -sofiet · tsaddie · -sofiet · koef · reesj · sjien · tav